# Crepidomanes melanotrichum
Crepidomanes melanotrichum är en hinnbräkenväxtart som först beskrevs av Diederich Franz Leonhard von Schlechtendal och som fick sitt nu gällande namn av Jacobus Petrus Roux.
Crepidomanes melanotrichum ingår i släktet Crepidomanes och familjen Hymenophyllaceae. Inga underarter finns listade i Catalogue of Life.